# Cinetus atriceps
Cinetus atriceps är en stekelart som beskrevs av Jean-Jacques Kieffer 1916. Cinetus atriceps ingår i släktet Cinetus, och familjen hyllhornsteklar. Arten är reproducerande i Sverige.